# Sphaericus orbicularis
Sphaericus orbicularis là một loài bọ cánh cứng trong họ Ptinidae. Loài này được Lindberg miêu tả khoa học năm 1953.